# Aspazoma
Aspazoma é um género botânico pertencente à família Aizoaceae.